# Svartbäckfjärden
Koordinaten: 60° 16′ 59″ N, 25° 33′ 0″ O

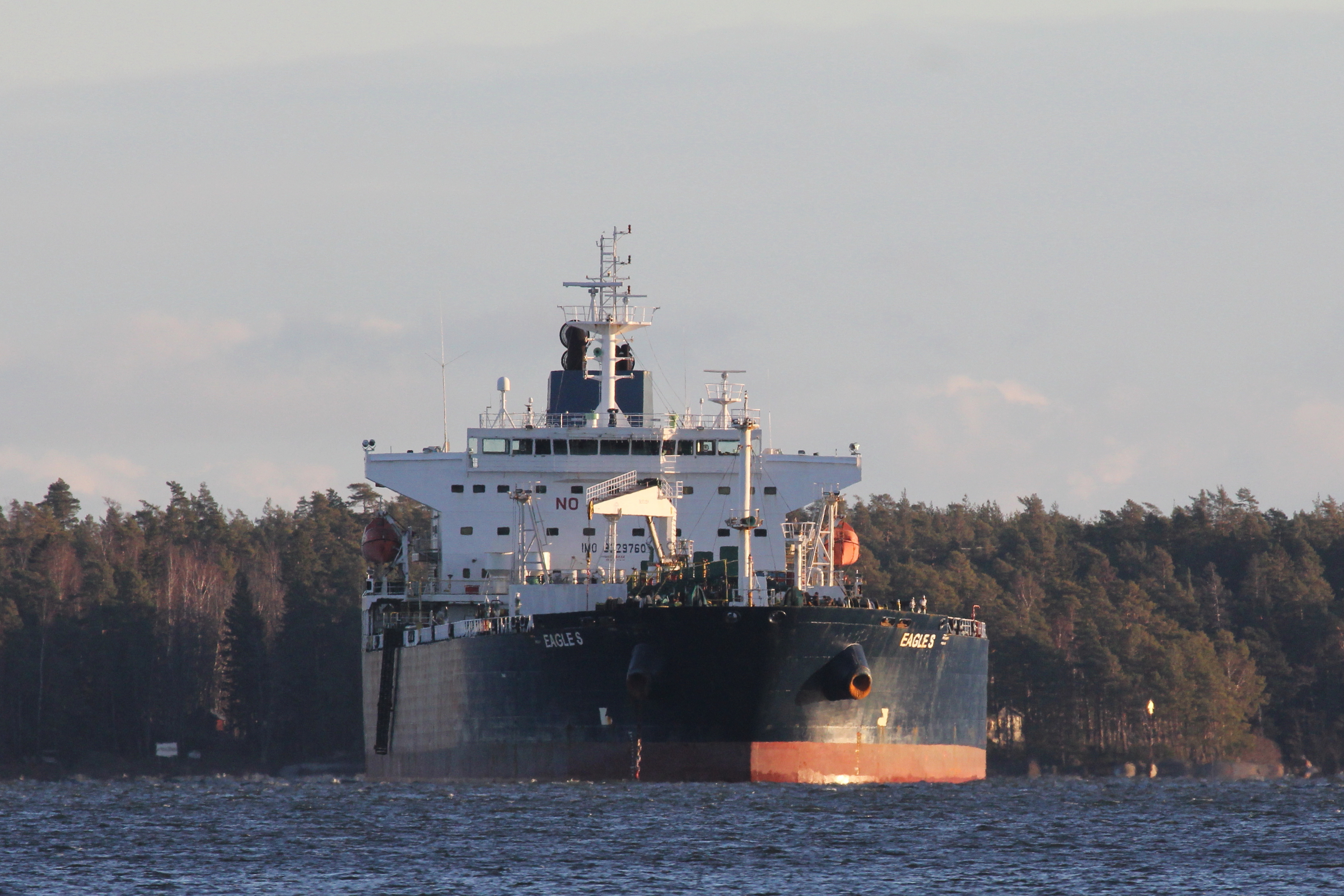
Der Öltanker Eagle S liegt nach dem Estlink-2-Vorfall 2024 in der Bucht Svartbäckfjärden vor Anker

Svartbäckfjärden ist ein Fjärd der Ostsee in der finnischen Provinz Uusimaa.